# Carry On Tour
Carry On Tour è il tredicesimo tour ufficiale della band statunitense Kansas.

## Storia
Tour promozionale per l'album live Carry On, che si protrae per due anni, e, come accade in genere per gli album della band, interessa prevalentemente gli Stati Uniti. Il tour è composto da due distinte parti, intervallate tra loro da un periodo di pausa, della durata di tre mesi circa:
Durata approssimativa dello show: 150/160 minuti.

## Formazione
- Phil Ehart - Batteria
- Steve Walsh - Tastiera, Voce
- Billy Greer - Basso
- David Ragsdale - Chitarra
- Rich Williams - Chitarra

## Date
Calendario completo del tour:
| Prima Leg         |                      |         |                             |                                   |
|                   |                      |         |                             |                                   |
| Data              | Città                | Paese   | Luogo                       | Note                              |
| 18 gennaio 1992   | Orlando              | USA     |                             |                                   |
| 22 gennaio 1992   | Atlanta              | USA     |                             |                                   |
| 25 gennaio 1992   | Huntsville           | USA     |                             |                                   |
| 28 gennaio 1992   | Bridgeport           | USA     |                             |                                   |
| 29 gennaio 1992   | Cincinnati           | USA     |                             |                                   |
| 1 febbraio 1992   | Pittsburgh           | USA     |                             |                                   |
| 19 marzo 1992     | Jouneau              | USA     |                             |                                   |
| 26 aprile 1992    | Santa Rosa           | USA     |                             |                                   |
| 10 maggio 1992    | Holmes               | USA     |                             |                                   |
| 11 maggio 1992    | Boston               | USA     |                             |                                   |
| 19 maggio 1992    | Columbus             | USA     |                             |                                   |
| 21 maggio 1992    | Indianapolis         | USA     |                             |                                   |
| 11 giugno 1992    | Allentown            | USA     |                             |                                   |
| 20 giugno 1992    | Rock Island          | USA     |                             |                                   |
| 28 giugno 1992    | Conneaut Lake        | USA     |                             |                                   |
| 5 luglio 1992     | Waupacha             | USA     |                             |                                   |
| 10 luglio 1992    | Saint Louis          | USA     |                             |                                   |
| 17 luglio 1992    | Studio City          | USA     |                             |                                   |
| 21 luglio 1992    | Tulsa                | USA     |                             |                                   |
| 25 luglio 1992    | Wichita              | USA     | Nassau Coliseum             |                                   |
| 31 luglio 1992    | Denver               | USA     |                             |                                   |
| 17 agosto 1992    | Bellmawr             | USA     |                             |                                   |
| 18 ottobre 1992   | Jacksonville         | USA     | The Spectrum                |                                   |
| 22 ottobre 1992   | Allandale            | Florida |                             |                                   |
| 27 novembre 1992  | Louisville           | USA     |                             |                                   |
| Seconda Leg       |                      |         |                             |                                   |
|                   |                      |         |                             |                                   |
| Data              | Città                | Paese   | Luogo                       | Note                              |
| 12 dicembre 1992  | Tucson               | USA     |                             |                                   |
| 27 maggio 1993    | Charlevoix           | USA     |                             |                                   |
| 28 maggio 1993    | Detroit              | USA     |                             |                                   |
| 29 maggio 1993    | Indianapolis         | USA     |                             |                                   |
| 30 maggio 1993    | Newark               | USA     |                             |                                   |
| 31 maggio 1993    | Raleigh              | USA     |                             |                                   |
| 2 giugno 1993     | Wilmington           | USA     | Convention Center Arena     |                                   |
| 3 giugno 1993     | Allentown            | USA     |                             |                                   |
| 4 giugno 1993     | Ston Baloon          | USA     | Hirsch Memorial Coliseum    |                                   |
| 25 gennaio 1993   | Little Rock          | USA     | Barton Coliseum             |                                   |
| 26 gennaio 1993   | Little Rock          | USA     | Barton Coliseum             |                                   |
| 27 gennaio 1993   | New Orleans          | USA     | Lakefront Arena             | registrazioni per A Show of Hands |
| 29 gennaio 1993   | Houston              | USA     | The Summit                  |                                   |
| 30 gennaio 1993   | Austin               | USA     | Erwin Special Events Center |                                   |
| 1º febbraio 1993  | Phoenix              | USA     |                             |                                   |
| 3 febbraio 1993   | San Diego            | USA     | Sports Arena                | registrazioni per A Show of Hands |
| 4 febbraio 1993   | Los Angeles          | USA     | Great Western Forum         |                                   |
| 5 febbraio 1993   | Los Angeles          | USA     |                             |                                   |
| 15 febbraio 1993  | Lakeland             | USA     | Civic Center                |                                   |
| 18 febbraio 1993  | Jacksonville         | USA     | Memorial Coliseum           |                                   |
| 19 febbraio 1993  | Pensacola            | USA     | Civic Center                |                                   |
| 21 febbraio 1993  | Memphis              | USA     | Mid-South Coliseum          |                                   |
| 23 febbraio 1993  | Cincinnati           | USA     | Riverfront Coliseum         |                                   |
| 24 febbraio 1993  | Cincinnati           | USA     | Riverfront Coliseum         |                                   |
| 25 febbraio 1993  | Rosemont             | USA     | Rosemont Horizon            |                                   |
| 26 febbraio 1988  | Rosemont             | USA     | Rosemont Horizon            |                                   |
| 28 febbraio 1988  | Peoria               | USA     | Civic Center                |                                   |
| 1º marzo 1993     | Saint Louis          | USA     | The Arena                   |                                   |
| 2 marzo 1993      | Indianapolis         | USA     | Market Square Arena         |                                   |
| 4 aprile 1993     | Bloomington          | USA     | Met Center                  |                                   |
| 5 aprile 1993     | Milwaukee            | USA     | Mecca Arena                 |                                   |
| 7 aprile 1993     | Kansas City          | USA     | Kemper Arena                |                                   |
| 9 aprile 1993     | Louisville           | USA     | Louisville Gardens          |                                   |
| 10 aprile 1993    | Dayton               | USA     | Hara Arena                  |                                   |
| 2 giugno 1993     | Francoforte sul Meno | USA     | Festhalle                   |                                   |
| 15 settembre 1993 | Fort Lauderdale      | USA     |                             |                                   |